# Mohovo
Mohovo is een plaats in de gemeente Ilok in de Kroatische provincie Vukovar-Srijem. De plaats telt 303 inwoners (2001).